# Verbandsgemeinde Rengsdorf
La comunità amministrativa di Rengsdorf (Verbandsgemeinde Rengsdorf) era una comunità amministrativa della Renania-Palatinato, in Germania.
Faceva parte del circondario di Neuwied.
A partire dal 1º gennaio 2018 è stata unita alla comunità amministrativa di Waldbreitbach per costituire la nuova comunità amministrativa Rengsdorf-Waldbreitbach.

## Suddivisione
Comprendeva 14 comuni:
1. Anhausen
2. Bonefeld
3. Ehlscheid
4. Hardert
5. Hümmerich
6. Kurtscheid
7. Meinborn
8. Melsbach
9. Oberhonnefeld-Gierend
10. Oberraden
11. Rengsdorf
12. Rüscheid
13. Straßenhaus
14. Thalhausen

Il capoluogo era Rengsdorf.